# Bavayia caillou
Bavayia caillou — вид геконоподібних ящірок родини диплодактилідів (Diplodactylidae). Ендемік Нової Каледонії. Описаний у 2022 році.

## Поширення і екологія
Bavayia caillou відомі за кількома зразками, зібраними в горах Центрального хребта у центральній частині острова Нова Каледонія, зокрема в парку Гранд-Фужер. Вони живуть в густих тропічних лісах.